# Ángel Carracedo
Ángel María Carracedo Álvarez, também conhecido como Anxo Carracedo, (Santa Comba, 12 de novembro de 1955), é professor de Medicina Legal e especialista internacional em genética.

## Trajetória
Graduado em Medicina pela Universidade de Santiago de Compostela (1978) e doutorado em Medicina pela mesma USC (1982), ambos com distinção extraordinária.
Professor de Medicina Legal desde 1989 e Diretor do Instituto de Medicina Legal da USC (de 1994 a 2012). Diretor da Fundação Pública Galega de Medicina Genômica (SERGAS-Xunta de Galicia) (desde 1999), Diretor do National Center for Genotyping-ISCIII (desde 2002). Líder de grupo da CIBER de doenças raras (CIBERER) e do Instituto de Investigação Sanitária de Santiago de Compostela (IDIS). O grupo de Medicina Genômica que ele coordena é composto por 10 grupos de pesquisa, diversas plataformas de tecnologia e cerca de 100 pessoas.
Ele publicou 12 livros e mais de 600 artigos em revistas internacionais (SCI), incluindo artigos na Nature, Science, NatureGenetics, bem como nas principais revistas científicas em genética médica, câncer e medicina legal. Segundo Thomson Reuters (Web of Knowledge) o Grupo de Medicina Genômica que lidera é o primeiro do mundo em citações na área de Medicina Legal na década 2001-2011 e é o autor com mais artigos, mais citações e mais índice H na área. Suas linhas de pesquisa atuais incluem a genética do câncer infantil e doenças psiquiátricas e farmacogenômica.
Presidente da Sociedade Internacional de Genética Forense (International Society for Forensic Genetics). Co-diretor da Unidade de Medicina Molecular Inco Sergas, é autor de diversos livros e centenas de publicações. Vice-presidente da International Academy of Forensic Medicine, membro do European DNA Group e da DNA-Commission da Justice Commission dos Estados Unidos, membro do Comitê Internacional da Cruz Vermelha, coordenador da European DNA Standardization Network (Rede europeia de estandarização do ADN) e da Rede iberoamericana de genética molecular aplicada a Medicina Legal.
Atualmente combina as investigações com trabalho docente. É Professor Catedrático de Medicina Legal, Ética Médica e Biologia Molecular da Faculdade de Medicina e Odontologia da Universidade de Santiago de Compostela. Foi escolhido como patrocinador das promoções do Curso de Licenciatura/Grau em Medicina 2000/2001 e 2011/2012 devido à grande proximidade com os alunos. Em 2013 ingressou na Academia Galega de Farmácia como membro titular.
Ele é um comunicador da Ciência em muitos níveis e para todas as idades, frequenta escolas, liceus, colégios e acostuma participar em ciclos divulgativos de conferências na Galiza e internacionalmente. É tambem um grande defensor do idioma galego, que considera ótimo para o exercício de atividades científicas e de divulgação (tambem emprega outros como o inglês e o castelhano), além de considerá-lo a mesma língua, sendo uma variante do português. Por isso, nas suas conferências e eventos no Brasil e em Portugal utiliza o galego.

## Prêmios e reconhecimentos
- 2006, Medalha Castelão
- 2009, Prêmio Rei Jaume I de Pesquisa Médica[8]
- 2010, Medalha Galien (conhecida como Prêmio Nobel de Medicina).[9]
- 2011, Medalha de ouro da Galiza[10]
- 2011, Prêmio Fernández Latorre[11][12]
- 2011, Medalha Adelaide (o prêmio mais relevante em Medicina Legal).[13][14]
- 2015, Prêmio Genética Aplicada de Espanha,[15][16] recebido em Córdova.[17]
- 2015, Prêmio Lois Peña Novo
- 2019, Prêmio Trajetória[18][19]
- Outros (Prémio Prismas de Divulgación, Prémio Galiza à Investigação, Prémio Novoa Santos, Doutorado Honorário de várias universidades na Europa e América, etc.)